# Краков (булевард)
"Краков“ е централен булевард в сравнително новата част на Велико Търново. Булевардът е възлов между булевадите България и Никола Габровски ,от там директна връзка между кварталите Бузлуджа и Картала .
Булевардът е и свързващ път между Беляковската чешма и тази в местността „Качица“. От началото на века, "Краков" става улица от вилната зона, а от 60-те години и улица в новоизграждащата се част.

## Обекти
- Дворец на Културата и спорта „Васил Левски“
- МОБАЛ „Д-р Стефан Черкезов“
- Стопански факултет към Великотърновски университет